# Eurybregma striifrons
Eurybregma striifrons är en insektsart som beskrevs av Logvinenko 1972. Eurybregma striifrons ingår i släktet Eurybregma och familjen sporrstritar.
Artens utbredningsområde är Azerbajdzjan. Inga underarter finns listade i Catalogue of Life.